# 미국 수화
미국 수화(美國手話, American Sign Language, ASL)는 주로 미국과 캐나다의 영어 사용자들에게서 사용되는 수화이다. 북아메리카 이외에 지역에서도 미국 수화의 방언 또는 이를 기반으로 한 크리올이 서아프리카와 동남아시아 지역을 포함한 세계의 여러 나라에서 사용되고 있다. 미국 수화는 제2언어로 널리 익혀지고 있으며, 링구아 프랑카의 역할을 하고 있다. 미국 수화는 프랑스 수화(LSF)와 가장 관련이 깊다.
미국 수화는 19세기 초에 코네티컷주 하트퍼드에 있는 미국 농학교(美國聾學校, ASD)에서 유래했다. 그 이후로 미국 수화는 농학교와 농인 공동체 등을 통해 널리 퍼져 나갔다. 현재 미국 수화의 사용자 수는 25만 명에서 50만 명으로 추정된다.